# Бау-Веллі (Небраска)
Бау-Веллі (англ. Bow Valley) — переписна місцевість (CDP) в США, в окрузі Седар штату Небраска. Населення — 95 осіб (2020).

## Географія
Бау-Веллі розташований за координатами 42°42′56″ пн. ш. 97°15′8″ зх. д. / 42.71556° пн. ш. 97.25222° зх. д. (42.715424, -97.252206).  За даними Бюро перепису населення США в 2010 році переписна місцевість мала площу 0,37 км², уся площа — суходіл.

## Демографія
Згідно з переписом 2010 року, у переписній місцевості мешкало 116 осіб у 42 домогосподарствах у складі 31 родини. Густота населення становила 314 особи/км².  Було 44 помешкання (119/км²).
Расовий склад населення:
| - 98,3 % — білих - 0,9 % — корінних американців - 0,9 % — чорних або афроамериканців |

До двох чи більше рас належало 0,0 %. Частка іспаномовних становила 0,0 % від усіх жителів.
За віковим діапазоном населення розподілялося таким чином: 33,6 % — особи молодші 18 років, 44,0 % — особи у віці 18—64 років, 22,4 % — особи у віці 65 років та старші. Медіана віку мешканця становила 38,0 року. На 100 осіб жіночої статі у переписній місцевості припадало 81,2 чоловіків;  на 100 жінок у віці від 18 років та старших — 83,3 чоловіків також старших 18 років.
За межею бідності перебувало 12,7 % осіб, у тому числі 0,0 % дітей у віці до 18 років та 30,2 % осіб у віці 65 років та старших.
Цивільне працевлаштоване населення становило 45 осіб. Основні галузі зайнятості: виробництво — 24,4 %, будівництво — 20,0 %, роздрібна торгівля — 8,9 %, мистецтво, розваги та відпочинок — 8,9 %.